# Lucius Domitius Rogatus
Lucius Domitius Rogatus (vollständige Namensform Lucius Domitius Luci filius Quirina Rogatus) war ein im 2. Jahrhundert n. Chr. lebender Angehöriger des römischen Ritterstandes (Eques). Durch seine Grabinschrift sind die Stationen seiner Laufbahn bekannt, die er in der ersten Hälfte des 2. Jahrhunderts absolvierte. Seine Laufbahn ist in der Inschrift als cursus inversus, also in absteigender Reihenfolge und damit chronologisch rückwärts wiedergegeben.
Rogatus war zunächst accensus velatus, also persönlicher Assistent eines römischen Magistraten. Dieser Posten wurde üblicherweise durch einen Freigelassenen des jeweiligen Amtsträgers bekleidet. Es folgte seine militärische Laufbahn, die aus den für einen Angehörigen des Ritterstandes üblichen Tres militiae bestand. Zunächst übernahm er als Präfekt die Leitung einer Cohors I Dalmatarum. Im Anschluss wurde er Präfekt der Cohors I Flavia equitata, die in Germania inferior stationiert war. Danach wurde er Tribunus militum bei der Legio VI Victrix, deren Hauptquartier in Eboracum in der Provinz Britannia lag; diese Position dürfte er um das Jahr 122 eingenommen haben. Nach den Tres militiae folgte noch ein vierter militärischer Posten (Militia quarta) als Präfekt der Ala I Hispanorum Aravacorum, die in Pannonia superior stationiert war.
Nach seiner militärischen Laufbahn übernahm Rogatus weitere Positionen in der zivilen Verwaltung. Zunächst war er ab 136 Leiter der Kanzlei von Lucius Aelius Caesar (ab epistulis Lucii Aelii Caesaris), der ab diesem Jahr designierter Nachfolger des amtierenden Kaisers Hadrian war. Vermutlich war Lucius Aelius bei seiner vorangegangenen Statthalterschaft in Pannonien auf Rogatus aufmerksam geworden. Die Tätigkeit als ab epistulis war mit einem Jahreseinkommen von 60.000 Sesterzen verbunden. Es folgte der Posten eines procurator monetae Augusti (Beauftragter des Kaisers für die Münzstätte der Stadt Rom) mit einem Jahreseinkommen von 100.000 Sesterzen. Im Anschluss wurde Lucius Domitius Rogatus ritterlicher Finanzbeauftragter (Procurator Augusti) für die Provinz Dalmatia; dieser Posten war mit einem Jahreseinkommen von 200.000 Sesterzen verbunden. Darüber hinaus war er Pontifex minor in Rom.
Rogatus war in der Tribus Quirina eingeschrieben. Sein Grabstein wurde von seiner Frau Domitia Venusta errichtet.